# تور آرنه هتلند
الگو:Infobox Skier

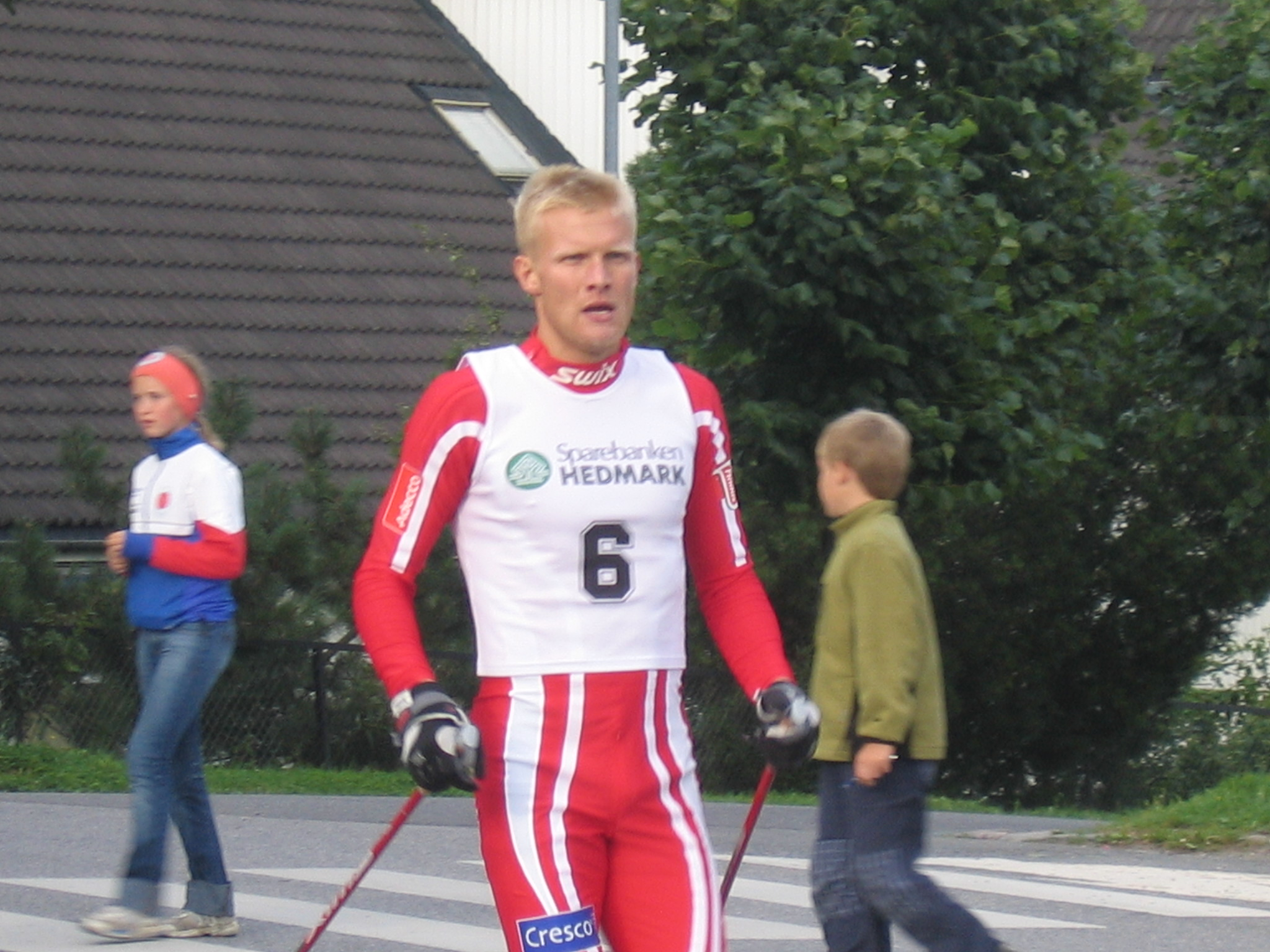
تور آرنه هتلند در سال ۲۰۰۷

تور آرنه هتلند (انگلیسی: Tor Arne Hetland؛ زادهٔ ۱۲ ژانویهٔ ۱۹۷۴) اسکی‌باز صحرانوردی اهل نروژ بود.